# Lista över broar i Rom

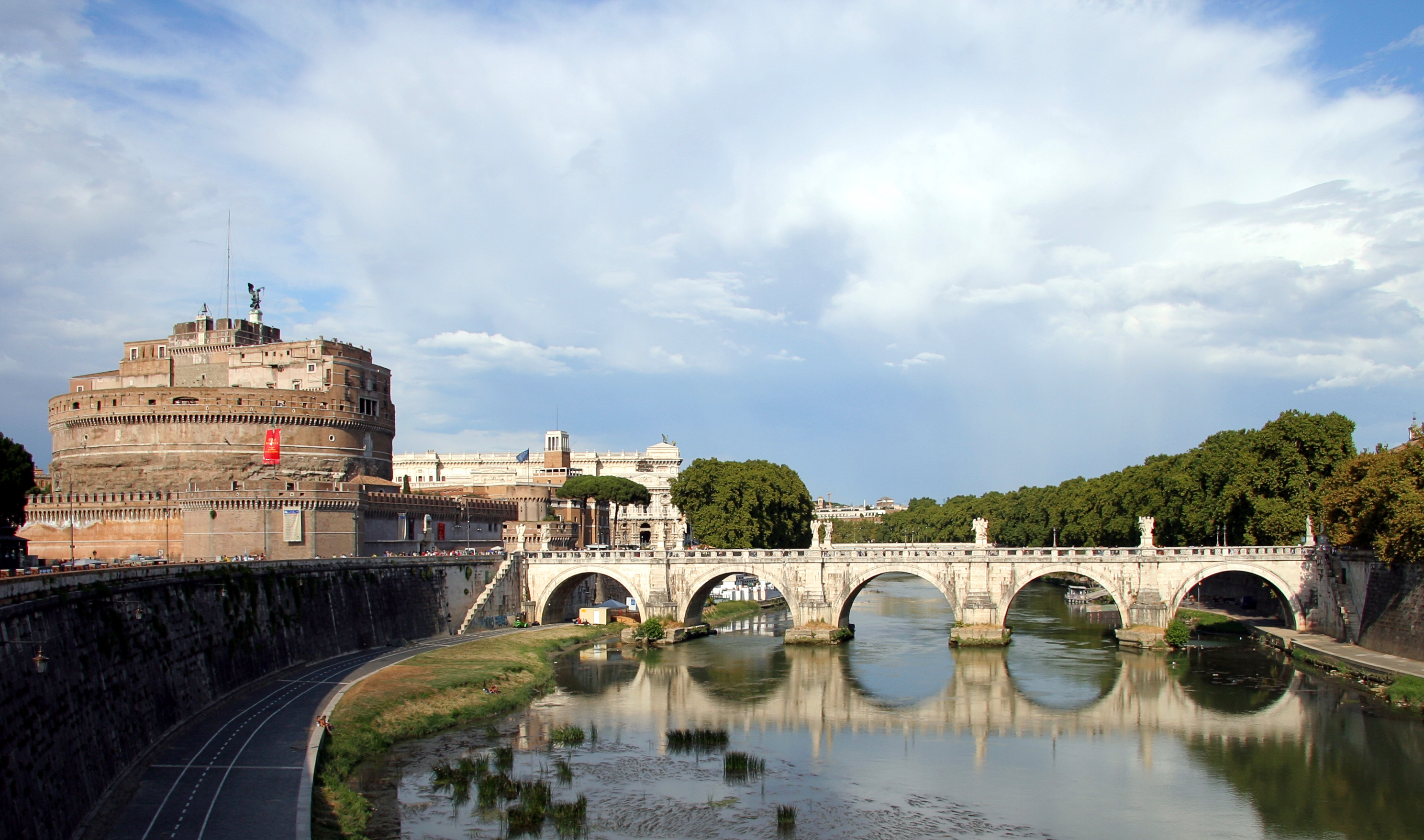
Ponte Sant'Angelo. Till vänster Castel Sant'Angelo.

Detta är en kronologisk lista över broar i Rom.
- Ponte Sublicio
- Ponte Emilio
- Ponte Milvio
- Ponte Fabricio
- Ponte Cestio
- Ponte di Agrippa
- Ponte Neroniano
- Ponte Elio
- Ponte di Probo
- Ponte dei Fiorentini
- Ponte dell'Industria
- Ponte Garibaldi
- Ponte Palatino
- Ponte Umberto I
- Ponte Regina Margherita
- Ponte Cavour
- Ponte Mazzini
- Ponte San Paolo
- Ponte Vittorio Emanuele II
- Ponte del Risorgimento
- Ponte Giacomo Matteotti
- Ponte Flaminio
- Ponte di Mezzocammino
- Ponte Duca d'Aosta
- Ponte Principe Amedeo Savoia Aosta
- Ponte Testaccio
- Ponte della Magliana
- Ponte Tor Boacciana
- Ponte di Castel Giubileo
- Ponte Marconi
- Ponte Tor di Quinto
- Ponte Pietro Nenni
- Ponte della Musica-Armando Trovajoli
- Ponte Settimia Spizzichino